# 钟楼北桥
39°56′51″N 116°23′22″E / 39.947536°N 116.389316°E
钟楼北桥位于北京市东城区，是鼓楼外大街和北京二环路相交处的一座立交桥。是1990年亚洲运动会配套设施之一。
此桥二环路高架跨过鼓楼外大街，立交桥为分离式，分为两层，下层为二环路辅路和鼓楼外大街，上层为二环主路。
具体的相交道路为：鼓楼外大街（向北）和安定门西大街（二环，东西向）。